# Коптська мова
Ко́птська мо́ва (самоназва: «ϯⲙⲉⲧⲣⲉⲙⲛ̀ⲭⲏⲙⲓ» — Тметремнхе́ма) — єгипетська мова на останньому етапі розвитку, що налічує приблизно тисячу років. На письмі її передавали за допомогою коптської абетки, яка базувалася на грецькій системі письма.
З XI—XII ст. під впливом арабської почався процес вимирання коптської мови (перестала бути розмовною приблизно в XVIII ст.). Збереглася в єгиптян-християн як релігійна мова (літургійна).
Основних діалектів п'ять: саїдський (літературна мова IV—XI ст.), бохайрський (вживаний тепер коптами), субахмимський, ахмимський, фаюмський.
Коптська мова має розвинутий аналітичний стрій (прикметники і дієслова не існують як самостійні частини мови, а тільки як похідні від іменників). Приголосних звуків 23: глухі (з аспірацією і без) і сонорні; дзвінкий тільки j. Дзвінкість замінюється носовим резонансом. Основні голосні: ī, ĕ, ē, ặ, ŏ, ō, ū . Наголос силовий. В лексиці значним є грецький елемент.

## Кодування
Побачити в браузері символи Юнікоду, що не відображаються, можна тут:
- DecodeUnicode — Unicode WIKI(англ.), 50 000 зображень символів

Можна встановити вказаний нижче шрифт, скопіювати невідображувані в браузері символи Юнікоду в текстовий редактор, н-д, Word, цим шрифтом вони відобразяться:
- Henry Tattam, A compendious grammar of the Egyptian language as contained in the Coptic, Sahidic, and Bashmuric Dialects (London 1863) [Архівовано 5 квітня 2015 у Wayback Machine.]
- New Athena Unicode font; включає новий набір коптської абетки